# ناوچه اوریول
ناوچه اوریول (به انگلیسی: Russian frigate Oryol) یک کشتی بود که طول آن ۲۴٫۵ متر (۸۰ فوت ۵ اینچ) بود.